# Gladiolus kotschyanus
Gladiolus kotschyanus là một loài thực vật có hoa trong họ Diên vĩ. Loài này được Boiss. miêu tả khoa học đầu tiên năm 1854.